# Dendrotriton cuchumatanus
Dendrotriton cuchumatanus är en groddjursart som först beskrevs av Lynch och David Burton Wake 1975.  Dendrotriton cuchumatanus ingår i släktet Dendrotriton och familjen lunglösa salamandrar. IUCN kategoriserar arten globalt som akut hotad. Inga underarter finns listade i Catalogue of Life.